# Světový pohár v rychlobruslení 2006/2007
Světový pohár v rychlobruslení 2006/2007 byl 22. ročník Světového poháru v rychlobruslení. Konal se v období od 10. listopadu 2006 do 4. března 2007. Soutěž byla organizována Mezinárodní bruslařskou unií (ISU).

## Kalendář
| Místo      | Datum                  | 100 m | 500 m | 1000 m | 1500 m | 3 km/5 km | 5 km/10 km | stíhací závod |
| ---------- | ---------------------- | ----- | ----- | ------ | ------ | --------- | ---------- | ------------- |
| Heerenveen | 10.–12. listopadu 2006 |       | 2×    | 2×     | 1×     | 1×        |            |               |
| Berlín     | 17.–19. listopadu 2006 |       | 2×    | 1×     | 1×     | 1×        |            | 1×            |
| Moskva     | 25.–26. listopadu 2006 |       |       |        | 1×     |           | 1×         |               |
| Charbin    | 2.–3. prosince 2006    | 1×    | 2×    | 2×     |        |           |            |               |
| Nagano     | 9.–10. prosince 2006   | 1×    | 2×    | 2×     |        |           |            |               |
| Heerenveen | 27.–28. ledna 2007     | 1×    | 2×    | 2×     |        |           |            |               |
| Turín      | 3.–4. února 2007       |       |       |        | 1×     | 1×        |            | 1×            |
| Erfurt     | 17.–18. února 2007     |       |       |        | 1×     |           | 1×         | 1×            |
| Calgary    | 2.–4. března 2007      | 1×    | 2×    | 1×     | 1×     | 1×        |            |               |

## Muži

### 100 m
| Místo          | 1. místo     | Čas      | 2. místo          | Čas      | 3. místo          | Čas      |
| -------------- | ------------ | -------- | ----------------- | -------- | ----------------- | -------- |
| Charbin        | Júja Oikawa  | 9,58     | I Kang-sok        | 9,63     | Pekka Koskela     | 10,33    |
| Nagano         | Júja Oikawa  | 9,62     | Jü Feng-tchung    | 9,69     | Pekka Koskela     | 9,90     |
| Heerenveen     | Jan Smeekens | 9,84     | Mika Poutala      | 9,93     | Maciej Ustynowicz | 10,26    |
| Calgary        | Júja Oikawa  | 9,55     | Džódži Kató       | 9,74     | Maciej Ustynowicz | 9,83     |
|                |              |          |                   |          |                   |          |
| Celkové pořadí | Júja Oikawa  | 350 bodů | Maciej Ustynowicz | 247 bodů | Pekka Koskela     | 208 bodů |

### 500 m
| Místo          | 1. místo                     | Čas      | 2. místo                        | Čas      | 3. místo                                   | Čas      |
| -------------- | ---------------------------- | -------- | ------------------------------- | -------- | ------------------------------------------ | -------- |
| Heerenveen 1   | Keiičiró Nagašima            | 35,10    | I Kang-sok                      | 35,25    | I Kju-hjok                                 | 35,31    |
| Heerenveen 2   | Keiičiró Nagašima            | 35,24    | I Kju-hjok                      | 35,31    | Pekka Koskela                              | 35,40    |
| Berlín 1       | I Kju-hjok                   | 35,08    | I Kang-sok                      | 35,21    | Tucker Fredricks                           | 35,27    |
| Berlín 2       | Pekka Koskela                | 35,02    | I Kang-sok                      | 35,05    | I Kju-hjok                                 | 35,07    |
| Charbin 1      | Pekka Koskela                | 34,98    | I Kang-sok                      | 35,09    | I Kju-hjok                                 | 35,13    |
| Charbin 2      | I Kju-hjok Keiičiró Nagašima | 35,06    | —                               | —        | I Kang-sok                                 | 35,29    |
| Nagano 1       | Keiičiró Nagašima            | 34,91    | I Kang-sok                      | 35,10    | Pekka Koskela                              | 35,16    |
| Nagano 2       | I Kang-sok                   | 35,09    | Keiičiró Nagašima Pekka Koskela | 35,13    | —                                          | —        |
| Heerenveen 1   | Pekka Koskela                | 35,26    | Tucker Fredricks                | 35,31    | Dmitrij Lobkov                             | 35,46    |
| Heerenveen 2   | Tucker Fredricks             | 35,27    | Pekka Koskela                   | 35,29    | Shani Davis                                | 35,43    |
| Calgary 1      | Tucker Fredricks             | 34,64    | Dmitrij Lobkov                  | 34,71    | Džódži Kató Keiičiró Nagašima Mika Poutala | 34,72    |
| Calgary 2      | Júja Oikawa                  | 34,42    | I Kang-sok                      | 34,43    | Tucker Fredricks                           | 34,48    |
|                |                              |          |                                 |          |                                            |          |
| Celkové pořadí | Tucker Fredricks             | 825 bodů | Keiičiró Nagašima               | 825 bodů | Pekka Koskela                              | 798 bodů |

### 1000 m
| Místo          | 1. místo        | Čas      | 2. místo        | Čas      | 3. místo          | Čas      |
| -------------- | --------------- | -------- | --------------- | -------- | ----------------- | -------- |
| Heerenveen 1   | I Kju-hjok      | 1:09,01  | Beorn Nijenhuis | 1:09,21  | Erben Wennemars   | 1:09,37  |
| Heerenveen 2   | Shani Davis     | 1:09,17  | I Kju-hjok      | 1:09,26  | Denny Morrison    | 1:09,35  |
| Berlín         | Erben Wennemars | 1:08,88  | Mun Čun         | 1:09,33  | I Kju-hjok        | 1:09,40  |
| Charbin 1      | I Kju-hjok      | 1:09,39  | Erben Wennemars | 1:09,66  | Beorn Nijenhuis   | 1:09,98  |
| Charbin 2      | I Kju-hjok      | 1:09,17  | Erben Wennemars | 1:09,38  | Stefan Groothuis  | 1:09,63  |
| Nagano 1       | Pekka Koskela   | 1:09,41  | I Kju-hjok      | 1:09,47  | Erben Wennemars   | 1:09,74  |
| Nagano 2       | Jan Bos         | 1:09,40  | I Kju-hjok      | 1:09,62  | Erben Wennemars   | 1:09,76  |
| Heerenveen 1   | Shani Davis     | 1:08,91  | Erben Wennemars | 1:08,98  | Beorn Nijenhuis   | 1:09,07  |
| Heerenveen 2   | Shani Davis     | 1:08,98  | Erben Wennemars | 1:09,19  | Jevgenij Lalenkov | 1:09,55  |
| Calgary        | Denny Morrison  | 1:07,24  | Shani Davis     | 1:07,78  | Jevgenij Lalenkov | 1:07,82  |
|                |                 |          |                 |          |                   |          |
| Celkové pořadí | Erben Wennemars | 730 bodů | I Kju-hjok      | 700 bodů | Shani Davis       | 540 bodů |

### 1500 m
| Místo          | 1. místo        | Čas          | 2. místo        | Čas      | 3. místo       | Čas      | Příp. další česká účast   | Čas     |
| -------------- | --------------- | ------------ | --------------- | -------- | -------------- | -------- | ------------------------- | ------- |
| Heerenveen     | Erben Wennemars | 1:45,96      | Shani Davis     | 1:46,45  | Jan Bos        | 1:46,76  | 30. (div. B) Milan Sáblík | 1:58,71 |
| Berlín         | Enrico Fabris   | 1:45,54      | Erben Wennemars | 1:45,64  | Shani Davis    | 1:45,98  | —                         | —       |
| Moskva         | Erben Wennemars | 1:46,85      | Enrico Fabris   | 1:47,30  | Ivan Skobrev   | 1:47,69  | —                         | —       |
| Turín          | Enrico Fabris   | 1:44,97      | Erben Wennemars | 1:45,06  | Denny Morrison | 1:46,07  | —                         | —       |
| Erfurt         | Enrico Fabris   | 1:45,50      | Erben Wennemars | 1:45,82  | Mark Tuitert   | 1:46,60  | 20. (div. B) Milan Sáblík | 1:56,54 |
| Calgary        | Shani Davis     | 1:42,32 (WR) | Erben Wennemars | 1:43,24  | Denny Morrison | 1:43,43  | —                         | —       |
|                |                 |              |                 |          |                |          |                           |         |
| Celkové pořadí | Erben Wennemars | 560 bodů     | Enrico Fabris   | 476 bodů | Denny Morrison | 305 bodů | 56. Milan Sáblík          | 0 bodů  |

### 5000 m/10 000 m
| Místo          | Disciplína     | 1. místo      | Čas          | 2. místo         | Čas      | 3. místo       | Čas      | Příp. další česká účast                                  | Čas             |
| -------------- | -------------- | ------------- | ------------ | ---------------- | -------- | -------------- | -------- | -------------------------------------------------------- | --------------- |
| Heerenveen     | 5000 m         | Sven Kramer   | 6:16,64      | Carl Verheijen   | 6:18,81  | Eskil Ervik    | 6:20,46  | 24. (div. B) Pavel Kulma 25. (div. B) Milan Sáblík       | 7:02,55 7:03,60 |
| Berlín         | 5000 m         | Sven Kramer   | 6:09,76      | Carl Verheijen   | 6:16,49  | Eskil Ervik    | 6:17,32  | 38. (div. B) Pavel Kulma 40. (div. B) Zdeněk Haselberger | 7:01,64 7:05,54 |
| Moskva         | 10 000 m       | Enrico Fabris | 13:14,94     | Tobias Schneider | 13:16,36 | Øystein Grødum | 13:17,88 | —                                                        | —               |
| Turín          | 5000 m         | Sven Kramer   | 6:18,31      | Carl Verheijen   | 6:18,52  | Eskil Ervik    | 6:25,69  | —                                                        | —               |
| Erfurt         | 10 000 m       | Sven Kramer   | 12:53,17     | Carl Verheijen   | 13:03,76 | Brigt Rykkje   | 13:16,59 | 24. (div. B) Milan Sáblík                                | 14:15,65        |
| Calgary        | 5000 m         | Sven Kramer   | 6:07,48 (WR) | Carl Verheijen   | 6:12,75  | Enrico Fabris  | 6:14,20  | —                                                        | —               |
|                |                |               |              |                  |          |                |          |                                                          |                 |
| Celkové pořadí | Celkové pořadí | Sven Kramer   | 550 bodů     | Carl Verheijen   | 440 bodů | Enrico Fabris  | 370 bodů | 53. Milan Sáblík 53. Pavel Kulma 53. Zdeněk Haselberger  | 0 bodů          |

### Stíhací závod družstev
| Místo          | 1. místo                                                 | Čas      | 2. místo                                            | Čas      | 3. místo                                           | Čas      | Příp. další česká účast                               | Čas     |
| -------------- | -------------------------------------------------------- | -------- | --------------------------------------------------- | -------- | -------------------------------------------------- | -------- | ----------------------------------------------------- | ------- |
| Berlín         | Nizozemsko Sven Kramer Carl Verheijen Erben Wennemars    | 3:40,79  | Norsko Håvard Bøkko Henrik Christiansen Eskil Ervik | 3:45,97  | Kanada Arne Dankers Steven Elm Denny Morrison      | 3:46,31  | 15. Česko Zdeněk Haselberger Pavel Kulma Milan Sáblík | 4:09,39 |
| Turín          | Kanada Steven Elm Arne Dankers Denny Morrison            | 3:46,08  | Rusko Ivan Skobrev Jevgenij Lalenkov Alexej Junin   | 3:47,86  | Itálie Matteo Anesi Enrico Fabris Luca Stefani     | 3:48,22  | —                                                     | —       |
| Erfurt         | Nizozemsko Sven Kramer Carl Verheijen Wouter olde Heuvel | 3:46,61  | Švédsko Johan Röjler Daniel Friberg Joel Eriksson   | 3:48,19  | Japonsko Teruhiro Sugimori Šingo Doi Hiroki Hirako | 3:49,21  | —                                                     | —       |
|                |                                                          |          |                                                     |          |                                                    |          |                                                       |         |
| Celkové pořadí | Nizozemsko                                               | 236 bodů | Kanada                                              | 210 bodů | Německo                                            | 170 bodů | 16. Česko                                             | 14 bodů |

## Ženy

### 100 m
| Místo          | 1. místo        | Čas      | 2. místo        | Čas      | 3. místo           | Čas      |
| -------------- | --------------- | -------- | --------------- | -------- | ------------------ | -------- |
| Charbin        | Sing Aj-chua    | 10,31    | Jenny Wolfová   | 10,41    | I Sang-hwa         | 10,59    |
| Nagano         | Judith Hesseová | 10,51    | I Sang-hwa      | 10,65    | Světlana Kajkanová | 10,66    |
| Heerenveen     | Jenny Wolfová   | 10,33    | Judith Hesseová | 10,74    | Sajuri Jošiiová    | 11,08    |
| Calgary        | Jenny Wolfová   | 10,28    | Sajuri Ósugaová | 10,46    | I Sang-hwa         | 10,49    |
|                |                 |          |                 |          |                    |          |
| Celkové pořadí | Jenny Wolfová   | 390 bodů | Judith Hesseová | 310 bodů | I Sang-hwa         | 255 bodů |

### 500 m
| Místo          | 1. místo             | Čas       | 2. místo           | Čas      | 3. místo             | Čas      |
| -------------- | -------------------- | --------- | ------------------ | -------- | -------------------- | -------- |
| Heerenveen 1   | I Sang-hwa           | 38,23     | Jenny Wolfová      | 38,60    | Wang Pej-sing        | 38,70    |
| Heerenveen 2   | Wang Pej-sing        | 38,26     | I Sang-hwa         | 38,33    | Jenny Wolfová        | 38,41    |
| Berlín 1       | Jenny Wolfová        | 37,77     | I Sang-hwa         | 38,01    | Wang Pej-sing        | 38,11    |
| Berlín 2       | Jenny Wolfová        | 38,12     | I Sang-hwa         | 38,18    | Wang Pej-sing        | 38,25    |
| Charbin 1      | I Sang-hwa           | 38,23     | Jenny Wolfová      | 38,30    | Wang Pej-sing        | 38,32    |
| Charbin 2      | Jenny Wolfová        | 38,41     | I Sang-hwa         | 38,47    | Wang Pej-sing        | 38,59    |
| Nagano 1       | I Sang-hwa           | 38,52     | Jenny Wolfová      | 38,71    | Margot Boerová       | 38,81    |
| Nagano 2       | I Sang-hwa           | 38,30     | Jenny Wolfová      | 38,32    | Sajuri Jošiiová      | 38,74    |
| Heerenveen 1   | Jenny Wolfová        | 38,16     | Světlana Kajkanová | 38,62    | Annette Gerritsenová | 38,99    |
| Heerenveen 2   | Annette Gerritsenová | 38,93     | Chiara Simionatová | 38,97    | Margot Boerová       | 39,00    |
| Calgary 1      | Wang Pej-sing        | 37,61     | Jenny Wolfová      | 37,72    | Sajuri Ósugaová      | 37,83    |
| Calgary 2      | Wang Pej-sing        | 37,32     | Sajuri Ósugaová    | 37,66    | Jenny Wolfová        | 37,71    |
|                |                      |           |                    |          |                      |          |
| Celkové pořadí | Jenny Wolfová        | 1017 bodů | I Sang-hwa         | 835 bodů | Wang Pej-sing        | 750 bodů |

### 1000 m
| Místo          | 1. místo           | Čas      | 2. místo             | Čas      | 3. místo             | Čas      | Příp. další česká účast                                  | Čas             |
| -------------- | ------------------ | -------- | -------------------- | -------- | -------------------- | -------- | -------------------------------------------------------- | --------------- |
| Heerenveen 1   | Anni Friesengerová | 1:15,89  | Christine Nesbittová | 1:16,08  | Ireen Wüstová        | 1:16,63  | —                                                        | —               |
| Heerenveen 2   | Anni Friesengerová | 1:15,93  | Christine Nesbittová | 1:16,15  | Ireen Wüstová        | 1:16,92  | —                                                        | —               |
| Berlín         | Anni Friesengerová | 1:15,53  | Ireen Wüstová        | 1:16,13  | Christine Nesbittová | 1:16,30  | 11. (div. B) Martina Sáblíková 23. (div. B) Andrea Jirků | 1:20,89 1:23,33 |
| Charbin 1      | Chiara Simionatová | 1:16,99  | Marianne Timmerová   | 1:17,63  | Wang Pej-sing        | 1:17,64  | —                                                        | —               |
| Charbin 2      | Chiara Simionatová | 1:17,14  | Marianne Timmerová   | 1:17,65  | Annette Gerritsenová | 1:17,78  | —                                                        | —               |
| Nagano 1       | Shannon Rempelová  | 1:16,88  | Chiara Simionatová   | 1:17,23  | Nao Kodairaová       | 1:17,53  | —                                                        | —               |
| Nagano 2       | Chiara Simionatová | 1:17,14  | Marianne Timmerová   | 1:17,33  | Shannon Rempelová    | 1:17,69  | —                                                        | —               |
| Heerenveen 1   | Cindy Klassenová   | 1:16,53  | Anni Friesengerová   | 1:16,70  | Chiara Simionatová   | 1:17,23  | —                                                        | —               |
| Heerenveen 2   | Anni Friesengerová | 1:15,97  | Cindy Klassenová     | 1:16,02  | Margot Boerová       | 1:17,27  | —                                                        | —               |
| Calgary        | Ireen Wüstová      | 1:13,86  | Christine Nesbittová | 1:14,42  | Kristina Grovesová   | 1:14,51  | —                                                        | —               |
|                |                    |          |                      |          |                      |          |                                                          |                 |
| Celkové pořadí | Chiara Simionatová | 672 bodů | Shannon Rempelová    | 529 bodů | Anni Friesengerová   | 480 bodů | 55. Martina Sáblíková 55. Andrea Jirků                   | 0 bodů          |

### 1500 m
| Místo          | 1. místo           | Čas      | 2. místo             | Čas      | 3. místo                     | Čas      | Příp. další česká účast                         | Čas              |
| -------------- | ------------------ | -------- | -------------------- | -------- | ---------------------------- | -------- | ----------------------------------------------- | ---------------- |
| Heerenveen     | Anni Friesengerová | 1:56,90  | Christine Nesbittová | 1:56,95  | Ireen Wüstová                | 1:57,31  | 14. Martina Sáblíková 13. (div. B) Andrea Jirků | 2:00,20 2:06,98  |
| Berlín         | Anni Friesengerová | 1:55,54  | Ireen Wüstová        | 1:56,18  | Christine Nesbittová         | 1:56,77  | 18. Martina Sáblíková 20. (div. B) Andrea Jirků | 2:00,55 2:05,61  |
| Moskva         | Anni Friesengerová | 1:56,40  | Christine Nesbittová | 1:58,04  | Daniela Anschützová-Thomsová | 1:59,77  | 11. Martina Sáblíková 12. (div. B) Andrea Jirků | 2:01,96 2:07,31  |
| Turín          | Ireen Wüstová      | 1:55,01  | Anni Friesengerová   | 1:56,16  | Cindy Klassenová             | 1:56,38  | 12. Martina Sáblíková 3. (div. B) Andrea Jirků  | 1:59,97 2:05,62  |
| Erfurt         | Anni Friesengerová | 1:56,10  | Ireen Wüstová        | 1:56,59  | Kristina Grovesová           | 1:57,13  | 4. Martina Sáblíková 8. (div. B) Andrea Jirků   | 1:57,57 2:05,36  |
| Calgary        | Ireen Wüstová      | 1:52,38  | Kristina Grovesová   | 1:53,58  | Cindy Klassenová             | 1:53,80  | 5. Martina Sáblíková 32. Andrea Jirků           | 1:54,55 2:01,43  |
|                |                    |          |                      |          |                              |          |                                                 |                  |
| Celkové pořadí | Ireen Wüstová      | 480 bodů | Anni Friesengerová   | 480 bodů | Kristina Grovesová           | 370 bodů | 7. Martina Sáblíková 41. Andrea Jirků           | 208 bodů 18 bodů |

### 3000 m/5000 m
| Místo          | Disciplína     | 1. místo             | Čas      | 2. místo                     | Čas      | 3. místo                     | Čas      | Příp. další česká účast               | Čas             |
| -------------- | -------------- | -------------------- | -------- | ---------------------------- | -------- | ---------------------------- | -------- | ------------------------------------- | --------------- |
| Heerenveen     | 3000 m         | Renate Groenewoldová | 4:05,45  | Ireen Wüstová                | 4:06,56  | Martina Sáblíková            | 4:06,89  | 2. (div. B) Andrea Jirků              | 4:15,26         |
| Berlín         | 3000 m         | Renate Groenewoldová | 4:02,44  | Kristina Grovesová           | 4:03,04  | Ireen Wüstová                | 4:04,01  | 5. Martina Sáblíková 19. Andrea Jirků | 4:05,24 4:13,68 |
| Moskva         | 5000 m         | Claudia Pechsteinová | 7:04,96  | Daniela Anschützová-Thomsová | 7:05,36  | Martina Sáblíková            | 7:06,01  | 8. (div. B) Andrea Jirků              | 7:22,43         |
| Turín          | 3000 m         | Martina Sáblíková    | 4:03,88  | Ireen Wüstová                | 4:04,40  | Cindy Klassenová             | 4:05,56  | 18. Andrea Jirků                      | 4:14,64         |
| Erfurt         | 5000 m         | Martina Sáblíková    | 6:50,39  | Claudia Pechsteinová         | 6:57,68  | Daniela Anschützová-Thomsová | 7:00,49  | 5. (div. B) Andrea Jirků              | 7:13,76         |
| Calgary        | 3000 m         | Martina Sáblíková    | 3:57,04  | Daniela Anschützová-Thomsová | 3:58,59  | Kristina Grovesová           | 3:58,62  | 23. Andrea Jirků                      | 4:09,89         |
|                |                |                      |          |                              |          |                              |          |                                       |                 |
| Celkové pořadí | Celkové pořadí | Martina Sáblíková    | 540 bodů | Daniela Anschützová-Thomsová | 426 bodů | Claudia Pechsteinová         | 402 bodů | 25. Andrea Jirků                      | 67 bodů         |

### Stíhací závod družstev
| Místo          | 1. místo                                                                   | Čas      | 2. místo                                                             | Čas      | 3. místo                                                                   | Čas      |
| -------------- | -------------------------------------------------------------------------- | -------- | -------------------------------------------------------------------- | -------- | -------------------------------------------------------------------------- | -------- |
| Berlín         | Nizozemsko Paulien van Deutekomová Renate Groenewoldová Ireen Wüstová      | 3:02,90  | Kanada Kristina Grovesová Christine Nesbittová Shannon Rempelová     | 3:04,07  | Německo Daniela Anschützová-Thomsová Lucille Opitzová Claudia Pechsteinová | 3:04,76  |
| Turín          | Rusko Jekatěrina Abramovová Jekatěrina Lobyševová Galina Lichačovová       | 3:06,21  | Kanada Kristina Grovesová Christine Nesbittová Brittany Schusslerová | 3:06,26  | Nizozemsko Moniek Kleinsmanová Wieteke Cramerová Jorien Voorhuisová        | 3:07,36  |
| Erfurt         | Německo Claudia Pechsteinová Daniela Anschützová-Thomsová Lucille Opitzová | 3:03,98  | Rusko Jekatěrina Abramovová Jekatěrina Lobyševová Galina Lichačovová | 3:04,85  | Nizozemsko Ireen Wüstová Jorien Voorhuisová Wieteke Cramerová              | 3:07,23  |
|                |                                                                            |          |                                                                      |          |                                                                            |          |
| Celkové pořadí | Nizozemsko                                                                 | 240 bodů | Rusko                                                                | 230 bodů | Německo                                                                    | 220 bodů |